# زاتروپ
زاتروپ (به آلمانی: Satrup) یک منطقهٔ مسکونی در آلمان است که در میتلانگلن واقع شده‌است. زاتروپ ۳٬۶۹۱ نفر جمعیت دارد.